# Synagoga Lwowska we Wrocławiu (ul. św. Antoniego 5)
Synagoga Lwowska we Wrocławiu – nieistniejąca synagoga terytorialna, która znajdowała się we Wrocławiu, przy ulicy św. Antoniego 5.
Synagoga została założona w 1912 roku. Została przeniesiona ze starej siedziby mieszczącej się przy ulicy Krupniczej 5. Uczęszczały do niej głównie osoby pochodzące z regionu lwowskiego. W 1920 roku synagoga została zlikwidowana.